# Битка код Мора
Битка код Мора била је део Мађарске револуције 1848.

## Увод
Фердинанд I абдицирао је 2. децембра у корист Франца Јозефа I, али то мађарски Парламент, осим новоформиране Мирољубиве странке (40 посланика), није признао. Обе стране припремале су се за оружани обрачун.

### Супротстављене снаге
У децембру 1848. мађарска влада располагала је са око 120.000 војника: Хонведа, националне гарде и страних добровољаца (2 пољске легије, 8 чета Италијана, Бечка академска легија, тиролски и бечки добровољци), неједнако обучених, са 250 топова. Недостајали су опрема, муниција и старешински кадар, пошто је већина активних официра остала верна цару. Главнина војске (Дунавска армија) под командом Артура Гергеја са око 30.000 људи налазила се код Братиславе, док је остатак, у дивизијама од 3.000-12.000 људи, био расут по читавој Угарској, од Штајерске и Карпата до Арада, Темишвара и Петроварадина.
У исто време, царска војска је са српским, хрватским и румунским добровољцима располагала са око 132.000 људи, боље наоружаних, обучених и са бољим командним кадром од мађарске војске. Главнина под генералом Виндишгрецом (45.000 људи са 180 топова) била је код Беча, док је у Војводини било око 20.000 бораца под Теодоровићем и Книћанином, а у Ердељу још 18.000 под генералом Пухнером.

## Битка
Виндишгрец је 16. децембра заузео Братиславу коју су Мађари напустили без борбе, а Гергеј се 28. децембра повукао на планину Вертеш у намери да сачека Перцела, који му је са 5.000 људи хитао у помоћ. Али аустријски 1. корпус (око 15.000 људи са 60 топова) разбио је њихове снаге 30. децембра у бици код Мора. Мађарска војска је одступила према Будиму, који је напустила 4. јануара, док се мађарска влада још 30. децембра преселила у Дебрецин.

## Последице
Будим је заузет без борбе 5. јануара 1949. У наставку операција у јануару, Дунавска армија је кренула на север и ослободила Кошице, Аустријанци су избили до Токаја и одбацили Мађаре преко Тисе, али су се нагло повукли због напредовања Дунавске армије из Словачке.